# Tété-Michel Kpomassie

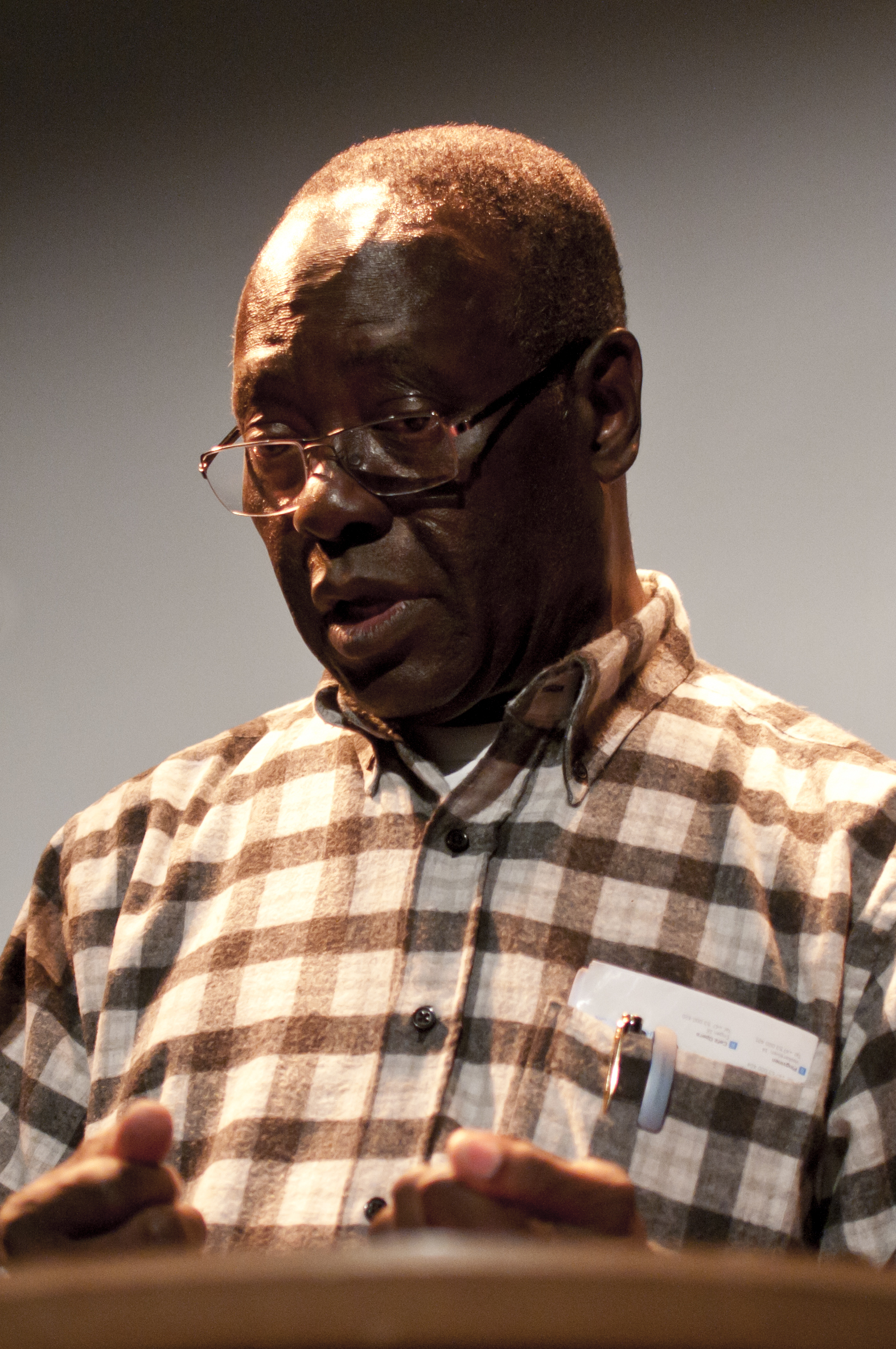
Tété-Michel Kpomassie, 2011

Tété-Michel Kpomassie (n. 1941 - ...) este un scriitor togolez, autorul cărții „Un african în Groenlanda”.